# إيفان إيفانوف-فانو
إيفان إيفانوف-فانو (بالروسية: Ива́н Петро́вич Ивано́в-Вано) (ولد في 8 فبراير 1900، موسكو – وتوفي في 25 مارس 1987، موسكو) هو صانع ومخرج رسوم متحركة سوفيتي روسي. يطلق عليه أحيانا لقب بطريرك الرسوم المتحركة السوفيتية. تخرج من (Vkhutemas) في عام 1923، ومنذ عام 1939 بدأ التدريس في معهد جيرازيموف لصناعة السينما (VGIK). حصل على لقب برفسور في عام 1952، كان عضوا في الحزب الشيوعي منذ عام 1951، وكان أيضا عضوا في مجلس إدارة الرابطة الدولية لأفلام الرسوم المتحركة من عام 1962.

## روابط خارجية
- ايفان ايفانوف-فانو على موقع IMDb (الإنجليزية)
- ايفان ايفانوف-فانو على موقع أول موفي (الإنجليزية)
- ايفان ايفانوف-فانو على موقع قاعدة بيانات الأفلام السويدية (السويدية)
- ايفان ايفانوف-فانو على موقع قاعدة بيانات الفيلم (الإنجليزية)
- ايفان ايفانوف-فانو على موقع كينوبويسك (الروسية)